# Takifugu alboplumbeus
Takifugu alboplumbeus és una espècie de peix de la família dels tetraodòntids i de l'ordre dels tetraodontiformes.

## Morfologia
- Els mascles poden assolir 23 cm de longitud total.
- Nombre de vèrtebres: 21.[5][6]

## Hàbitat
És un peix marí i de clima subtropical.

## Distribució geogràfica
Es troba a Àsia: la Xina (incloent-hi Hong Kong), el Japó i Corea.

## Observacions
- La carn, el fetge, els ovaris, la pell i l'intestí són tòxics, per la qual cosa no es pot menjar, ja que és verinós per als humans.[10][5]